# Théodore Dubois

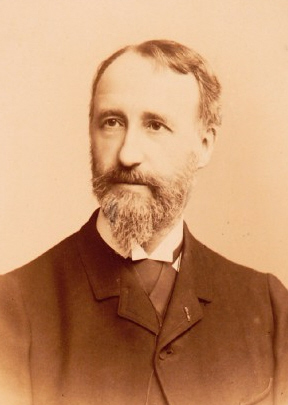
Théodore Dubois

François Clément Théodore Dubois (* 24. August 1837 in Rosnay, Département Marne; † 11. Juni 1924 in Paris) war ein französischer Komponist und Musikpädagoge.

## Leben
Théodore Dubois studierte am Pariser Conservatoire bei Antoine François Marmontel, François Bazin, François Benoist und Ambroise Thomas. Er war 1861 Rompreisträger, ab 1855 Organist der Cathédrale Saint-Louis-des-Invalides und wurde 1859 Chordirigent an Ste-Clotilde, während dort César Franck die große Orgel spielte. 1877 bis 1896 wirkte er als Organist an der Madeleine. Ab 1871 war er Harmonielehrer-Professor, 1894 Akademie Mitglied und ab 1896 Direktor des Pariser Konservatoriums bis 1905. Die Académie royale des Sciences, des Lettres et des Beaux-Arts de Belgique nahm ihn 1911 als assoziiertes Mitglied auf.
Dubois komponierte fünf Opern, ein Ballett und zwei Oratorien (Die sieben Worte Christi und Das verlorene Paradies), Orchestersuiten, ein Klavierkonzert, sinfonische Dichtungen, Streichquartette, Messen, Motetten, Klavier- bzw. Orgelstücke und Lieder.
Sein Sohn war der Archäologe Charles Dubois (1877–1965).

## Werke
- La prova di un’ opera seria, 1863
- Les Sept Paroles du Christ für Soli, Chor und Orchester, 1868
- La Guzla de l’émir, (ParisTL 1873)
- Le Pain bis, (ParisOC 1879)
- La Farandole, Ballett, 1883
- Abenhamet, (ParisTI 1884)
- Frithjof, (1892)
- Xavière, (ParisOC 1895)
- Circé, 1896
- La Fiancée d’Abydos
- Le Florentin

- Douze Pièces pour orgue (12 Stücke für Orgel), 1889
- 12 Pièces Nouvelles pour orgue (12 neue Stücke für Orgel), 1893
- 7 Petites Pièces pour orgue (7 Stücke für Orgel), 1900
- 2 petites pièces pour orgue (2 kleine Stücke für Orgel), 1910
- 10 Pièces pour orgue ou harmonium, ca. 1900
- 42 Pièces pour orgue ou harmonium, ca. 1900

## Hörbeispiel
In paradisum (Nr. 9 der 12 pièces nouvelles pour orgue, 1893)ⓘ

## Schriften
- Traité de contrepoint et de fugue
- Traité d’harmonie théorique et practique